# تيمو موير
تيمو موير (بالألمانية: Timo Mauer)‏ هو لاعب كرة قدم ألماني في مركز الهجوم، ولد في 26 مايو 1997 في ألمانيا. لعب مع آر بي لايبزيغ.

## وصلات خارجية
- تيمو موير على موقع قاعدة بيانات كرة القدم.إي يو (الإنجليزية)
- تيمو موير على موقع Soccerway.com (الإنجليزية)
- تيمو موير على موقع عالم كرة القدم.نت (الإنجليزية)